# 의친왕비 김씨
의친왕비 김씨(義親王妃 金氏, 본명:  김숙 , 본명 한자: 金淑), 아명(兒名)은 김덕수(金德修), 1880년 12월 22일 ~ 1964년 1월 14일) 또는 연원군부인 김씨(延原郡夫人 金氏)는 조선의 왕자이자 대한제국 황자 의친왕 이강의 부인이다.
고종의 며느리인 그녀는 고종의 서자(庶子)이고 순종의 이복 서제(庶弟)이기도 한 의친왕 이강(義親王 李堈) 前 대한제국 대리청정공 겸 대한적십자사 총재의 정실 왕비이다.

## 생애

### 일생
본관은 연안(延安)이며 진사를 거쳐 찬정을 역임한 김사준(金思濬)의 딸로 경기도 고양에서 출생하였고 지난날 한때 경기도 양주에서 잠시 유아기를 보낸 적이 있는 그녀는 아직 만 1세 시절이던 1881년 한성부에 이주하여 그 후 한성부에서 성장하였고 1886년 김수덕에서 김숙으로 개명하였으며 5년 후 1893년 12월 6일, 의화군 이강(義和君 李堈)과 결혼, 연원군부인(延原郡夫人)에 봉해졌다.
1900년 부군 의화군이 의친왕(義親王)으로 봉해지자 그녀도 군부인(君夫人)에서 친왕비(親王妃)로 개봉되었다. 이후 1907년 7월 20일에 시아버지 고종(高宗) 황제가 이복 시아주버니 순종(純宗) 임금에게 선위하는 것과, 1910년 8월 29일 경술국치를 목도하였고, 그 이후 1945년 8.15 광복과 1950년 6.25 등을 겪었다.
1945년 광복 이후로는 서울 종로구 별궁 의친왕부 사저촌에 주로 거주하며 서예로 소일하였다. 1955년 8월 15일 장면을 대부(代父)로 의례(儀禮)를 삼아 종교를 불교에서 천주교로 개종하였다. 이후 가회동 안국동 별궁, 창덕궁 낙선재, 풍납동 승광재 별저 등을 전전하며 여생을 보냈다.

### 사망
1963년 11월 10일을 전후하여 저혈압으로 투병하다가 이듬해 1964년 1월 14일 향년 83세로 별세하였다.

## 의친왕비 김씨가 등장한 작품

### TV 시리즈
- 1981년 《제1공화국》(MBC 드라마) - (배우: 김복희)
- 1990년 《대원군》(MBC 드라마) - (배우: 변소정)
- 2002년 《명성황후》(KBS 드라마) - (배우: 이주은)